# 乌鲁埃尼亚
乌鲁埃尼亚，是西班牙卡斯蒂利亚-莱昂巴利亚多利德省的一个市镇。总面积44平方公里，2001年普查人口總數為212人，人口密度為每平方公里5人。